# Valentina Nikonova
Valentina Nikonova   (Kazan, 5 de març de 1952) és una tiradora d'esgrima russa, especialista en floret, que va competir sota bandera de la Unió Soviètica durant la dècada de 1970.
El 1976 va prendre part en els Jocs Olímpics d'Estiu de Mont-real, on va guanyar la medalla d'or en la prova del floret per equips del programa d'esgrima.
En el seu palmarès també destaquen quatre medalles al Campionat del món d'esgrima, tres d'or i una de plata, entre les edicions de 1973 i 1977. El 1974 guanyà el campionat soviètic de floret. El 1974 va ser reconeguda com la millor tiradora d'esgrima del món.